# Eleição para o Senado federal pela Virgínia Ocidental em 2012
A eleição para o senado do estado americano da Virgínia Ocidental foi realizada em 6 de novembro de 2012 em simultâneo com as eleições para a câmara dos representantes, para o senado, para alguns governos estaduais e para o presidente da república. O senador democrata Joe Manchin concorreu a reeleição para um primeiro mandato completo. Em 6 de novembro Joe Manchin foi reeleito com 60% dos votos.

## Resultados
|  | Democrata   | Joe Manchin | 394.532 | 60,54% |
|  | Republicano | John Raese  | 237.825 | 36,49% |
|  | Total:      | Total:      | 651.588 | 100%   |